# Henry William Richards
Henry William Richards (Notting Hill, barri luxós de Londres, 1865 - 1956) fou un organista i compositor anglès.
El 1880 fou nomenta organista de l'església de Sant Joan de Kilburn, el 1897 de la Queen's Hall Choral Society, més tard organista i mestre de cors de l'església de Crist de Lancaster i, finalment, director de la Reial Societat Filharmònica.
És autor de diverses antífones, acompanyament d'orgue i d'altres composicions.